# Добрушская бумажная фабрика
ОАО «Добрушская бумажная фабрика «Герой Труда» (бел. ААТ «Добрушская папяровая фабрыка «Герой Працы») — белорусское предприятие по производству бумаги и изделий из неё, расположенное в городе Добруш Гомельской области Беларуси.
Предприятие считается градообразующим для города и района.

## История

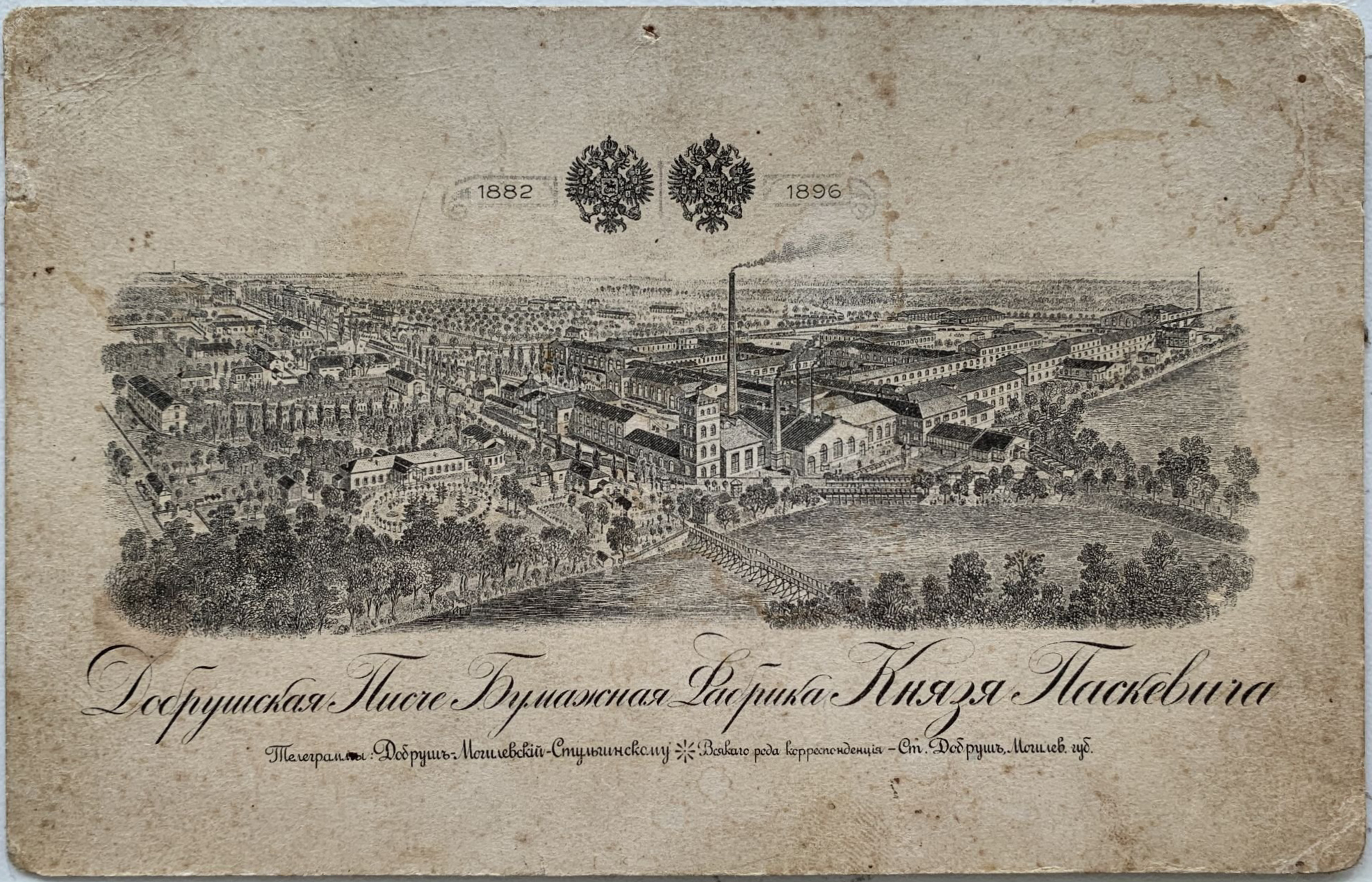
Фабрика в конце XIX века.

В 1870 году князь Ф. И. Паскевич заложил бумажную фабрику. В 1872 году фабрика начала выпускать несколько типов бумаги — обёрточную, спичечную, писчую, печатную и газетную. Фабрика быстро развивалась, и в 1903 году входила в десятку крупнейших профильных предприятий Российской империи.
Около 1919 года фабрика была переименована в Добрушскую государственную писчебумажную фабрику. В 1919—1921 годах подчинялась Гомельскому губернскому правлению бумажной промышленности, в 1922 году фабрике было присвоено название «Герой Труда», и она вошла в «Полесбумтрест», в 1927 году — в «Белбумтрест». В 1934 году
предприятие стало подчиняться Главбумпрому Наркомата лесной промышленности СССР (с 1940 года — Наркомата бумажной промышленности СССР). В 1943 году фабрика вошла в Главное управление целлюлозно-бумажной промышленности Центральных районов «Главцентробумпром», 9 сентября 1944 года вошла в Главное управление сульфат-целлюлозной промышленности «Главсульфатцеллюлоза» Наркомбумпрома СССР, 29 июля 1948 года — в Главное управление бумажной промышленности Западных районов Министерства лесной и бумажной промышленности СССР. 30 марта 1951 года фабрика преобразована в Добрушский целлюлозно-бумажный комбинат «Герой Труда», в 1950-е годы неоднократно меняла подчинённость, в 1956 году переведена из союзного подчинения в республиканское. 31 мая 1976 года Добрушскому ЦБК возвращено прежнее название — Добрушская бумажная фабрика «Герой Труда». В 1930-е годы на фабрике были установлены передовые для своего времени стационарные варочные котлы, в 1934 году выработка бумаги дошла до 24 тыс. т в год. В 1950-е — 1970-е годы предприятие было снова модернизировано. В 1970 году фабрика выпускала 67 % чертёжной бумаги в СССР, 50 % рисовальной бумаги в СССР и около 14 % школьных тетрадей.
Комплекс зданий бумажной фабрики и здание бывшей школы для учеников работников бумажной фабрики включены в список историко-культурных ценностей Республики Беларусь.

### Строительство картонного завода
В 2010-е годы на базе Добрушской бумажной фабрики началось строительство картонного завода с привлечением китайских кредитов и строителей. Указом Президента Республики Беларусь от 1 октября 2012 года № 449 «О некоторых вопросах организации производства мелованных и немелованных видов картона» в Добруше намечалось возвести новое производство с вводом в эксплуатацию в 2015 году и выходом на проектную мощность в 2017 году. Ожидалось, что уже в 2017 году новый завод будет выпускать 200 тысяч тонн мелованных и немелованных видов картона. Банк развития Китая выдал кредит на 350 миллионов долларов для реализации проекта китайскими подрядчиками. Строительство нового производственного комплекса затянулось по вине застройщика — компании «Сюань Юань» (Xuan Yuan Industrial Development Co.; было признано, что она не имела опыта подобного строительства. Достройка объекта была передана другой китайской компании, CITIC Group). Представители генподрядчика, в свою очередь, указывали на обилие бюрократических процедур, различия в строительных нормах и практику внесения изменений в проект заказчиком, что задерживало строительство. По состоянию на 2020 год завод не введён в эксплуатацию и законсервирован, выход на проектную мощность ожидается в 2022 году. Расходы на завершение строительства оцениваются в 83 миллиона долларов.
1 июня 2021 года завод по производству мелованных и немелованных видов многослойного картона на Добрушской бумажной фабрике «Герой Труда» введён в эксплуатацию.

## Достижения
- Призёр республиканского конкурса «Лидеры промышленности Республики Беларусь — 2024»[8].